# Pancoran Mas (plaats)
Pancoran Mas is een bestuurslaag in het regentschap Depok van de provincie West-Java, Indonesië. Pancoran Mas telt 57.299 inwoners (volkstelling 2010).